# Comté de Morrison
Pour les articles homonymes, voir Morrison.
Le comté de Morrison est situé dans l’État du Minnesota, aux États-Unis. Il comptait 31 712 habitants en 2000 et 33 198 habitants en 2010. Son siège est Little Falls.